# Voluta (instrumento musical)

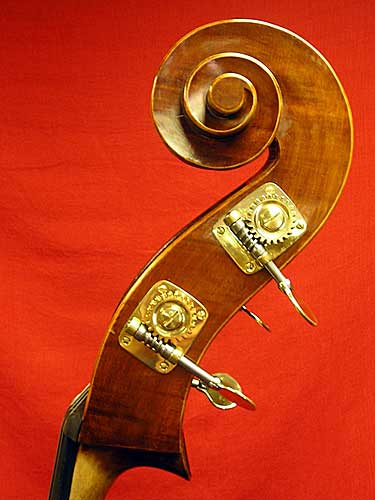
Voluta de un contrabajo.

La voluta es un ornamento (adorno) tradicional en algunos instrumentos, especialmente en muchos instrumentos de cuerda frotada. Consiste de una protuberancia en forma de concha de caracol (que da origen a su nombre) que corona al clavijero conformando una unidad con éste y por extensión con el mástil o cuello del instrumento.
Generalmente del mismo color (tratado con el mismo barniz o pintura) que el resto del instrumento, y su tamaño generalmente es similar al del clavijero.
Las particularidades de su diseño sirven para otorgarle identidad propia al mismo instrumento y distinguirlo de otros de su clase.